# Басахаун
Басахаун (Basajaun) — аналог лішака у баській міфології.
Заправляє цей міфічний персонаж усіма лісами Країни Басків. Зовні надприродний лісовий пан схожий на звичайну людину, тільки зростом вище і будовою міцніше.
Замість одягу йому служать власне волосся і борода, що досягають колін. Одна нога Басахауна закінчується звичайної людською ступнею, а друга — копитом.
Захисник лісу і тварин, особливо стад овець і корів. Коли наближається гроза, Басахаун починає вити, щоб попередити пастухів про насування негоди.
Кажуть, що ще він охороняє стада від вовків.